# Мелькисаровская улица
Мелькиса́ровская улица — улица на севере Москвы в Молжаниновском районе Северного административного округа, от Международного шоссе.

## Происхождение названия
Название улице дано 6 февраля 1986 года и сохраняет память о старинной деревне Мелькисарово, которая в 1985 году была включена в состав Москвы, а в 1995 году упразднена. Эта деревня упоминается в документе 1531 году как принадлежавшая Мелику Старому. Название, образованное от имени и прозвища владельца, в течение почти пяти веков её существования, постоянно подвергалось значительным искажениям: Милгистарово, Мильгисарово, Мелькишарово и, к концу XIX века возникла современная версия, Мелькисарово.

## Расположение
Мелькисаровская улица начинается от Международного шоссе, проходит на север как главная улица бывшей деревни Мелькисарово, разделяется на два рукава, оба из которых оканчиваются у берега Клязьмы. С улицы есть съезд на Международное шоссе в сторону Ленинградского шоссе к центру Москвы. В 0,5 км на северо-восток находится развязка, по которой можно выехать на шоссе в сторону аэропорта «Шереметьево».

### Учреждения и организации
- Владение № 1А — «Трансэнергоснаб» АЗС № 394.